# Yi I

Yi I, gemalt von einem unbekannten Künstler

Yi I (* 26. Dezember 1536 in Gangneung; † 1584) war ein koreanischer Philosoph und Schriftsteller zur Zeit der Joseon-Dynastie. Zusammen mit dem älteren Yi Hwang (Yi Toi-gye) gilt er als einer der beiden besonders herausragenden Gelehrten seiner Zeit. Weitere zeitgenössische Gelehrte waren Seong Hon und Jo Shik. Sein Schriftstellername ist Yul-gok (Tal der Kastanien). Er wird deshalb oft Yi Yul-gok (이율곡 [ijulgok]) oder Yul-gok Yi I genannt. Yi I ist aber nicht nur als Gelehrter bekannt, sondern ebenso als angesehener Politiker und Reformer, der sich gegen die zu seiner Zeit verbreitete Korruption stellte.
Seine Mutter Shin Saimdang war eine für ihre Zeit bemerkenswert gebildete und selbstbewusste Frau und vielseitige Künstlerin. Sie förderte ihren Sohn intensiv und gilt in Korea als Idealbild einer guten Mutter.

## Leben
Yi I wurde 1536 in Gangneung in der Provinz Gangwon-do geboren. Sein Vater war Vierter Staatsrat (jwachanseong 좌찬성) und seine Mutter, Shin Saimdang, eine vielbeachtete Malerin, Kalligrafin und Dichterin. Weiterhin war er Großneffe von Yi Gi (이기), der von 1549 bis 1551 Premierminister war.
Während seine Mutter mit ihm schwanger war, soll sie von einem weißen Drachen geträumt haben. Sie interpretierte das als Vorhersagung, dass ihr Kind einmal etwas ganz besonderes wird. Entsprechend verklärt und fördert sie ihren Sohn später. Es wird berichtet, dass Yi I bereits im Alter von sieben Jahren alle konfuzianischen Klassiker gelesen habe. Mit 13 Jahren bestand er eine erste Beamtenprüfung. Als er 16 war, starb seine Mutter. Yi I zog sich daraufhin in die Kŭmgangsan (dt.: Diamantberge) zurück und beschäftigte sich drei Jahre lang intensiv mit dem Buddhismus. Für eine konfuzianisch eingestellte Familie ein Affront. Mit 20 Jahren kehrte er aus den Bergen zurück und widmete sich nun wieder den Studien des Konfuzianismus.
Mit 22 heiratete er. Im Jahr darauf besuchte er den älteren Gelehrten Yi Hwang in Dosan Seowon einer von diesem gegründeten Akademie in der Gegend des heutigen Andong. Es bleibt das einzige persönliche Treffen der beiden.
In den folgenden Jahren besteht er weitere Sonderprüfungen mit Auszeichnung. Seine Abschlussarbeit mit dem Titel Cheondochaek (Hangeul: 천도책, Hanja: 天道策, Buch auf dem Himmlischen Pfad), gilt weithin als literarisches Meisterwerk. Es belegt sein umfangreiches Verständnis der Geschichte und der konfuzianischen Staatskunst ebenso wie sein grundlegendes Verständnis des Daoismus. Er erhält 9 weitere Auszeichnungen im Rahmen der folgenden Beamtenprüfungen. Als er 26 ist, stirbt auch sein Vater.
Ab einem Alter von 29 arbeitet Yi I in verschiedenen Regierungsämtern. In dieser Zeit soll er auch den jungen Prinzen und späteren König Seonjo unterrichtet haben. Er war ebenfalls beteiligt an der Erstellung der Annalen in der Regierungszeit von König Myeongjong.
1568, nachdem Seonjo den Thron bestiegen hat, reist Yi I in das China der Ming-Dynastie in der Funktion eines Beurkundungsbeamten (seojanggwan, Hangeul: 서장관, Hanja:書狀官).
Mit ungefähr 40 Jahren, hatte er sich aufgrund seiner jahrelangen umfangreichen Erfahrungen in verschiedenen Bereichen von Verwaltung und Politik ein profundes Urteilsvermögen und das Vertrauen des Königs erarbeitet und war eine der zentralen Figuren in der Politik. Seine vielen Schriften und Gutachten, spielten eine wichtige Rolle am königlichen Hof. Als 1576 jedoch politische Konflikte eskalierten und König Seonjo darin eine kompromisslose Position einnahm, wurde es für Yi I zunehmend schwierig, zu vermitteln, ohne dabei zwischen die Fronten zu geraten. Im Gegensatz zu einem seiner Vorgänger Jo Gwang-jo, der auf Grund von Intrigen und Verleumdung hingerichtet worden war, zog Yi I rechtzeitig die Konsequenzen, schied aus den Diensten des Königs aus und kehrte in seine Heimatstadt zurück. In den folgenden Jahren, widmete er sich seinen Studien, dem Unterricht von Schülern und verfasste mehrere Bücher.
Mit 45 kehrte er an den königlichen Hof zurück und bekleidete mehrere Ministerposten. Dabei verfasste er eine Vielzahl von Schriften, in denen er wichtige politische Begebenheiten dokumentierte und an denen sich ermessen lässt, wie er weiterhin um die Befriedung der Konflikte bemüht war, die immer weiter um sich griffen. König Seonjo nahm jedoch weiterhin eine unerbittliche Position ein und es wurde für Yi I erneut schwierig, dass ihm seine Vermittlungsbemühungen nicht als Verrat ausgelegt wurden. 1583 verließ er erneut den Hof und starb ein Jahr später.
Einem unbestätigten Bericht nach, ließ Yi I in der Nähe einer Furt durch den Fluss Imjin einen Pavillon errichten und wies seine Erben an, diesen in Brand zu setzen, falls der König aus Seoul fliehen müsse. Das Feuer sollte dem König so als Wegmarke dienen, um die Furt schnell zu finden und seinen Verfolgern entkommen zu können. Während des Imjin-Krieges (1592–1598), einige Jahre nach Yi Is Tod, soll dies dann auch umgesetzt worden sein.

## Wirken
Yi I war nicht nur ein philosophischer Gelehrter, sondern auch ein Sozialreformer. Seine Lehren werden am deutlichsten, im Kontrast zum zweiten großen neokonfuzianischen Denker seiner Zeit Yi Hwang. Zwar stimmen beide in vielen Aspekten überein, z. B. in der Bekämpfung der Korruption, aber sie unterscheiden sich auch in wichtigen Standpunkten.
Der Neokonfuzianismus betrachtet Ki (auch: Qi, im weitesten Sinne: Lebensenergie oder Realität) und Li (im weitesten Sinne: die ordnenden Prinzipien) als Pole, die sich gegenüberstehen und sowohl ergänzen, als auch miteinander im Konflikt stehen.
| Yi Hwang | Yi I |
| --- | --- |
| Yi Hwang hält „Li“ (also die Ordnung) für den wichtigeren der beiden Pole | Yi I gibt „Ki“ (also der Lebensenergie oder Realität) den Vorzug, dem die Ordnung dann im zweiten Schritt Form und Struktur verleiht und die Lebensenergie in Bahnen lenkt. |
| Yi Hwang ist für seine eiserne Prinzipientreue bekannt. Sie macht ihn aber auch immer wieder zum Ziel und Opfer von Intrigen und er verbittert darüber im Laufe seines Lebens. Auch er verlässt den Hof nach solchen Angriffen mehrfach, verpasst aber meist, dies rechtzeitig zu tun. | Yi I dagegen, geht taktischer vor, verlässt den Königshof, bevor er in Ungnade fällt und kehrt zurück, wenn er eine Chance sieht, seine Ideen umzusetzen. Dies erlaubt ihm zuweilen auch kritischer gegenüber den Herrschenden zu sein, die Befolgung konfuzianischer Tugenden auch von ihnen einzufordern. |
| Yi Hwang hält Menschen von Natur aus für schlecht; er vertritt den Standpunkt, dass Menschen deshalb durch eine strenge Erziehung und harte Strafen zum Besseren erzogen werden müssen.                                                                                                | Yi I dagegen, der in einem sehr fürsorglichen Elternhaus aufwuchs und von seiner Mutter stark idealisiert wurde, hält die Menschen grundsätzlich für gut und glaubt, dass Menschen vor allem aus Not unmoralisch handeln. Er glaubt, dass man Menschen insbesondere dadurch zum Besseren wandeln kann, indem man Maßnahmen ergreift, ihre Not zu lindern. Zu dieser Haltung könnte auch beigetragen haben, dass er sich nach dem Tod seiner Mutter 3 Jahre lang intensiv mit dem Buddhismus und dessen Menschenbild auseinandergesetzt hat. |
| Yi Hwang vertritt Prinzipien | Yi I vertritt Ideale |

Yi I ist außerdem bekannt für seine Voraussicht in Fragen der äußeren Sicherheit. Er schlug vor, die Armee zu verstärken um auf Angriffe der Japaner besser vorbereitet zu sein. Sein Vorschlag wurde von der zentralen Administration jedoch verworfen. Seine Befürchtungen wurden wenige Jahre nach seinem Tod jedoch durch den Imjin-Krieg (1592–1598) bestätigt.

## Ausgewählte Schriften
Yi Is veröffentlichte Schriften umfassen 193 Arbeiten 276 Veröffentlichungen in 6 Sprachen und 2,236 Treffer in Bibliotheken. Darunter:
- Fragen und Antworten am östlichen See. Elf Kapitel über politische Reformen. (koreanisch, Originaltitel: Hangeul: 동호문답, Hanja:東湖問答.).[Doosan 2]
- Denkschrift in Zehntausend Worten. Empfehlungen zu konfuzianischem Lernen und Selbst-Kultivierung und das ethische Regeln auch auf Regierungshandeln anwendbar sind. (koreanisch, Originaltitel: Hangeul: 만언봉사, Hanja:萬言封事.).[Doosan 3]
- Das Wesentliche aus den Beobachtungen der Weisen. Grundlagen der Konfuzianischen Ethik, Selbstkultivierung und des Regierungshandwerks. (koreanisch, Originaltitel: Hangeul: 성학집요, Hanja:聖學輯要.).[Doosan 4]
- Das Geheimnis, Unwissenheit zu überwinden. Systematische Anleitung zum Lernen. (koreanisch, Originaltitel: Hangeul: 격몽요결, Hanja:擊蒙要訣.).[Doosan 5]
- Tagebuch der Vorlesungen vor dem Thron. Aufzeichnungen zu politischen Vorkommnissen und Veranstaltungen. (koreanisch, Originaltitel: Hangeul: 경연일기, Hanja:經筵日記.).[Doosan 6]
- Die vollständigen Arbeiten Yulgoks. Sammlung der von ihm hinterlassenen Schriften, zusammengestellt nach seinem Tod. (koreanisch, Originaltitel: Hangeul: 율곡전서, Hanja: 栗谷全書.).[Doosan 7]

## Ehrungen
Benennungen ihm zu Ehren, beziehen sich meist auf seinen Künstlernamen Yul-gok

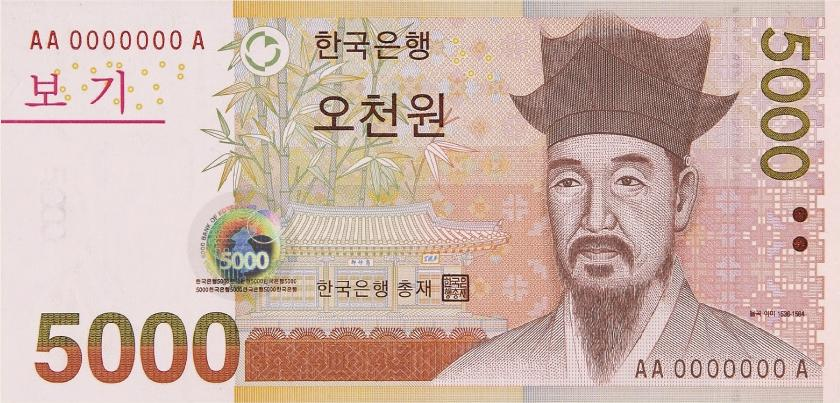
Yi I auf der 5000-Won-Note, die zurzeit in Umlauf ist

- Yulgongno, eine Straße in der Innenstadt von Seoul, ist nach ihm benannt,[Doosan 8]
- Er ist auf der 5000-Won-Note abgebildet, die zurzeit in Umlauf ist[8]
- Der Taekwondo Formlauf zum 5. Kup (grün-blauer Gürtel) ist nach ihm benannt.[9] Die 38 Bewegungen dieses Formlaufs sollen an seinen Geburtsort Gangneung in der Nähe des 38. Breitengrad erinnern.
- Das „Yulgok Projekt“ ist ein Projekt zur Modernisierung des süd-koreanischen Militärs.[10] Es wurde ebenfalls nach ihm benannt.

### Fundstellen in der Doosan-Enzyklopädie
Die Doosan-Enzyklopädie ist ein mehrbändiges koreanisches Standard Nachschlagewerk. Seit 2003 sind die Inhalte auch frei im Netz verfügbar. Die Enzyklopädie ist in Koreanisch (Hangeul) geschrieben. Die folgenden Einträge in der Enzyklopädie werden in diesem Artikel als Quelle herangezogen;
1. 1 2 3 4  이이 (Yi I). Ehemals im Original (nicht mehr online verfügbar); abgerufen am 12. Juni 2014 (koreanisch). (Seite nicht mehr abrufbar. Suche in Webarchiven)
2. ↑  동호문답 (Dongho Mundap). Naver, ehemals im Original (nicht mehr online verfügbar); abgerufen am 12. Juni 2014 (koreanisch). (Seite nicht mehr abrufbar. Suche in Webarchiven)
3. ↑  만언봉사 (Maneon Bongsa). Naver, ehemals im Original (nicht mehr online verfügbar); abgerufen am 12. Juni 2014 (koreanisch). (Seite nicht mehr abrufbar. Suche in Webarchiven)
4. ↑  성학집요 (Seonhak Jibyo). Ehemals im Original (nicht mehr online verfügbar); abgerufen am 12. Juni 2014 (koreanisch). (Seite nicht mehr abrufbar. Suche in Webarchiven)
5. ↑  격몽요결 (Gyeokmong Yogyel). Abgerufen am 12. Juni 2014 (koreanisch).
6. ↑  경연일기 (Gyeongyeon Ilgi). Ehemals im Original (nicht mehr online verfügbar); abgerufen am 12. Juni 2014 (koreanisch). (Seite nicht mehr abrufbar. Suche in Webarchiven)
7. ↑  율곡전서 (Yulgok Jeonseo). Ehemals im Original (nicht mehr online verfügbar); abgerufen am 12. Juni 2014 (koreanisch). (Seite nicht mehr abrufbar. Suche in Webarchiven)
8. ↑  율곡로 (Yulgongno). Abgerufen am 12. Juni 2014 (koreanisch).

### Restliche Fundstellen
1. ↑  Noh Daehwan: The Eclectic Development of Neo-Confucianism and Statecraft from the 18th to the 19th Century. Korea Journal, 2003, abgerufen am 12. Juni 2014 (englisch).
2. 1 2  이이 (Yi I). In: Encyclopedia of Korean Culture. The Academy of Korean Studies, abgerufen am 12. Juni 2014 (koreanisch).
3. ↑  이은직 (Lee Eunjik): Bedeutende Meister der Joseon-Periode. Band 2. Ilbit Publishing, Seoul 2005, ISBN 89-5645-087-0 (koreanisch, Originaltitel: 조선명인전 2. Übersetzt von 정홍준 (Jeong Hongjun)).
4. ↑  동호문답 (Dongho Mundap). Naver, ehemals im Original (nicht mehr online verfügbar); abgerufen am 12. Juni 2014 (koreanisch). (Seite nicht mehr abrufbar. Suche in Webarchiven)
5. ↑  최범서 (Choi Beomseo): 야사로 보는 조선의 역사 2 (Die inoffizielle Geschichte der Joseon-Periode). Band 2. Garam Publishing, Seoul 2003, ISBN 89-8435-143-1.
6. ↑  Lee Hyun-hee, Park Sung-soo, Yoon Nae-hyun: New History of Korea. Jimoondang, Paju 2005, ISBN 89-88095-85-5, S. 393.
7. ↑  Yi, I 1536–1584. WorldCat Identities, abgerufen am 12. Juni 2014 (englisch).
8. ↑  Currency. Bank of Korea, archiviert vom Original am 31. Dezember 2014; abgerufen am 12. Juni 2014 (englisch).
9. ↑  ITF taekwondo patterns – your fifth pattern Yul Gok. Taekwiondo-information.org, archiviert vom Original am 2. Juni 2010; abgerufen am 12. Juni 2014 (englisch).
10. ↑  차영구 (Cha Yeonggu): Theory and Actuality of National Defense Policies. Oruem, Seoul 2002, ISBN 89-7778-156-6, S. 86 (koreanisch, Originaltitel: 국방정책의 이론과 실제.).

| Personendaten    | Personendaten                                                                          |
| ---------------- | -------------------------------------------------------------------------------------- |
| NAME             | Yi, I                                                                                  |
| ALTERNATIVNAMEN  | 이이 (koreanisch, Hangeul); 李珥 (koreanisch, Hanja); I, I (Revidierte Romanisierung)  |
| KURZBESCHREIBUNG | koreanischer konfuzianischer Philosoph und Schriftsteller zur Zeit der Joseon-Dynastie |
| GEBURTSDATUM     | 26. Dezember 1536                                                                      |
| GEBURTSORT       | Gangneung                                                                              |
| STERBEDATUM      | 1584                                                                                   |